# Rafael Carvajal
Rafael Carvajal (1818 – 1881) foi um político equatoriano. Ocupou o cargo de presidente interino de seu país entre 31 de agosto de 1865 e 7 de setembro de 1865, apenas por 7 dias.